# أبو ظبي
أَبُوظَبِي هي العاصمة الاتحادية لدولة الإمارات العربية المتحدة، تقع المدينة على جزيرة محاطة بالخليج العربي، وتمتد إلى اليابسة والجزر المحيطة. وفيها مقر رئاسة الدولة ورئاسة مجلس الوزراء والسفارات المعتمدة لدى دولة الإمارات. كما أنها مقر لحاكم أبو ظبي ولولي عهده ورئيس المجلس التنفيذي. مع أن الإمارة غنية بالنفط، تحاول أبو ظبي حاليا أن تنوع اقتصادها باستثمارات في كل من المجال الاقتصادي والمجال السياحي، وتضم الإمارات عموما ومدينة أبوظبي خصوصًا أعلى نسبة أثرياء في العالم حيث زاد عددهم عن 75 ألف مليونير أي بنسبة نسبة 8.8% وتزداد الثروة بمقادر 16% سنويا. وبحسب سي إن إن ومقياس فورتشن فهي أغنى مدينة في العالم.
اعتبرت أبو ظبي حسب تقرير إبسوس 2013 المدينة الرابعة المفضلة في العالم للعيش والزيارة، كما اعتبرت المدينة الأكثر أمانًا في الشرق الأوسط

## التاريخ
كان سكان أبوظبي القدامى يعيشون في منطقتي العين وليوا وأراضي الظفرة ويعتمدون في حياتهم على رعي الإبل وجني ثمار التمور وصيد الأسماك واللؤلؤ، ويرتحلون بمواشيهم دائمًا إلى حيث يتوافر الماء والكلأ. وفي مطلع الثلاثينات كان الوصول إلى مدينة أبو ظبي يتم عن طريق غير مباشر، عبر الصحراء شرقا من العين والغرب الجنوبي من ليوا (المارية)، وكانت المياه الضحلة قبالة سواحل المدينة تحول دون اقتراب السفن من الشاطئ. أما اليابسة فكان التنقل فيها يتم على ظهور الجمال وأحيانا بالسيارات، ولذلك كانت إمدادات الغذاء والماء تمثل مشكلة بالنسبة للسكان لعدم توافرها، وكانت تصل من رأس الخيمة.
في أواخر الأربعينات وأوائل الخمسينات، أصبحت معظم أبنية أبو ظبي في حالة متهالكة، كنتيجة لانتهاء العصر الذهبي للتجارة في العشرينات والثلاثينات، في أعقاب انهيار صناعة اللؤلؤ الطبيعي بعد ظهور لؤلؤ صناعي والتي كانت تعتبر المصدر الرئيسى لدخل السكان في أبوظبي. وكانت أسواق المدينة صغيرة، من أبرز ما كان يتم تداوله في السوق، السلع الغذائية الرئيسية، فضلاً عن سلع أخرى مستوردة، وساهم السوق في تزويد السكان المحليين بمواد مثل الخضار والفواكة والفحم والمواشي، التي كانت تنقل على ظهور الجمال من المناطق الداخلية، وكانت ميزة نقل البضائع عن طريق البحر مقتصرة على فئة قليلة من السكان المقيمين في بعض المناطق الرئيسية، وفي مواسم معينة، مستفيدين من مرور بعض المراكب العاملة في مجال صيد اللؤلؤ، وكان الرطب ينتج محليا، مع وجود بعض أشجار النخيل المتناثرة هنا وهناك، لكنه لم يكن من النوعية الممتازة، ولم يكن ينضج مبكرا مثل تمر المناطق الأكثر حرارة في الجنوب.
كان لكل بلدة صغيرة أو قرية على امتداد الساحل المتصالح (كما كانت تعرف حتى أواخر الستينات) سوقها الخاص، وكذلك الأمر بالنسبة للتجمعات السكانية الداخلية. وكانت تلك الأسواق تتباين من حيث الحجم، إلا أن كلا منها يكتسب أهمية خاصة بالنسبة للسكان الذين يستفيدون منه في سباق صراع البقاء الذي كانوا يخوضونه في تلك البيئة الصعبة. وكانت الدكاكين مظللة بسعف النخيل تعمل على توفير بعض الظل للمتسوقين، وفي بعض الأحيان كان بعض التجار يقيمون أبراجا هوائية من أعمدة يحصلون عليها من جذوع أشجار القرم، وتتم تغطيتها بأكياس الخيش، كما كانت توجد في السوق مصاطب صغيرة يضع عليها الباعة بضائعهم، ومن ناحية أخرى كانت حمولات السمك القادمة من البحر توضع خارج السوق، وكذلك الأمر بالنسبة للبضائع كبيرة الحجم مثل الأخشاب التي تستخدم لبناء السفن، وكانت أسعار البضائع تتباين حسب مكان عرضها.
وكانت الروبية الهندية هي العملة السائدة، وتعد دبي مركز جذب لكل من تساعده رحلاته من البدو على الوصول إليها، وكان العمال ينتمون إلى أكثر من جنسية فمنهم العرب والإيرانيين والبلوش والأفارقة والباكستانيين والهنود.
وفي السادس من أغسطس من عام 1966 م، تسلم مقاليد الحكم في إمارة أبو ظبي الشيخ زايد بن سلطان آل نهيان إذ شكل هذا التاريخ البداية الحقيقية للنهضة، والتي توجت بقيام اتحاد دولة الإمارات العربية المتحدة في الثاني من ديسمبر عام 1971 م.

## الموقع الجغرافي

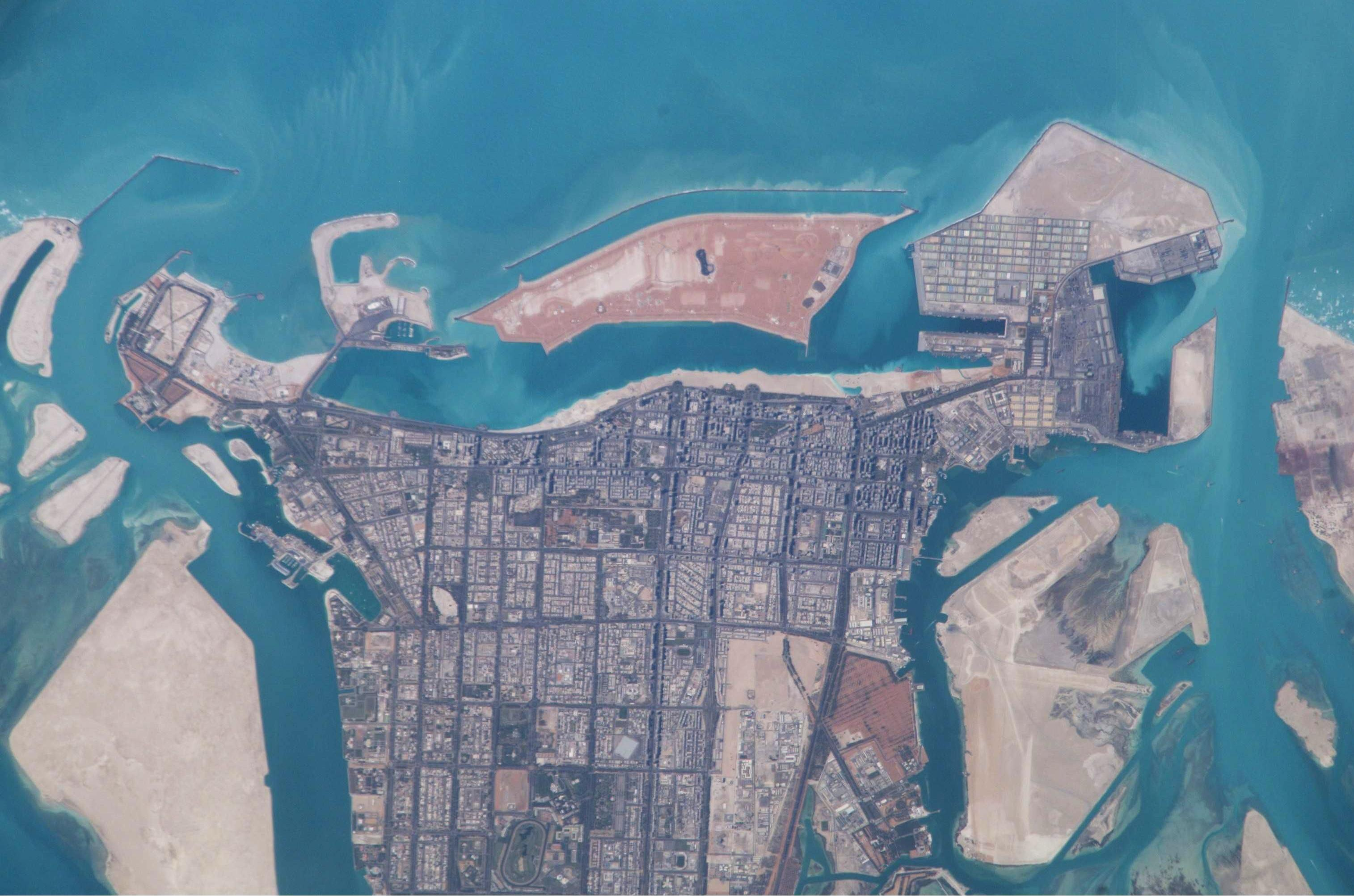
صورة لمدينة أبو ظبي صورت بالأقمار الصناعية عام 2003

تقع مدينة أبوظبي على جزيرة محاطة بالخليج العربي التي هي أكبر جزر الإمارات، وترتبط باليابسة عن طريق أربعة جسور وهي
- جسر المقطع
- جسر المصفح
- جسر الشيخ زايد
- جسر الشيخ خليفة الجديد الذي يصل المدينة بجزيرة السعديات، ورغم قصر الجسور إلا أن وجودهم يحافظ على استمرار أبو ظبي كجزيرة منفصلة، تحدها مياه البحر من كافة الجهات، ولذلك فقد كثرت فيها الشواطئ والمتنزهات المطلة على البحر.

### المناخ
| البيانات المناخية لـأبو ظبي (مطار أبو ظبي الدولي) 1991-2020 | البيانات المناخية لـأبو ظبي (مطار أبو ظبي الدولي) 1991-2020 | البيانات المناخية لـأبو ظبي (مطار أبو ظبي الدولي) 1991-2020 | البيانات المناخية لـأبو ظبي (مطار أبو ظبي الدولي) 1991-2020 | البيانات المناخية لـأبو ظبي (مطار أبو ظبي الدولي) 1991-2020 | البيانات المناخية لـأبو ظبي (مطار أبو ظبي الدولي) 1991-2020 | البيانات المناخية لـأبو ظبي (مطار أبو ظبي الدولي) 1991-2020 | البيانات المناخية لـأبو ظبي (مطار أبو ظبي الدولي) 1991-2020 | البيانات المناخية لـأبو ظبي (مطار أبو ظبي الدولي) 1991-2020 | البيانات المناخية لـأبو ظبي (مطار أبو ظبي الدولي) 1991-2020 | البيانات المناخية لـأبو ظبي (مطار أبو ظبي الدولي) 1991-2020 | البيانات المناخية لـأبو ظبي (مطار أبو ظبي الدولي) 1991-2020 | البيانات المناخية لـأبو ظبي (مطار أبو ظبي الدولي) 1991-2020 | البيانات المناخية لـأبو ظبي (مطار أبو ظبي الدولي) 1991-2020 |
| الشهر                                                       | يناير                                                       | فبراير                                                      | مارس                                                        | أبريل                                                       | مايو                                                        | يونيو                                                       | يوليو                                                       | أغسطس                                                       | سبتمبر                                                      | أكتوبر                                                      | نوفمبر                                                      | ديسمبر                                                      | المعدل السنوي                                               |
| ----------------------------------------------------------- | ----------------------------------------------------------- | ----------------------------------------------------------- | ----------------------------------------------------------- | ----------------------------------------------------------- | ----------------------------------------------------------- | ----------------------------------------------------------- | ----------------------------------------------------------- | ----------------------------------------------------------- | ----------------------------------------------------------- | ----------------------------------------------------------- | ----------------------------------------------------------- | ----------------------------------------------------------- | ----------------------------------------------------------- |
| الدرجة القصوى °م (°ف)                                       | 34.3 (93.7)                                                 | 38.1 (100.6)                                                | 43.0 (109.4)                                                | 44.7 (112.5)                                                | 46.5 (115.7)                                                | 50.0 (122.0)                                                | 49.3 (120.7)                                                | 49.2 (120.6)                                                | 47.7 (117.9)                                                | 43.1 (109.6)                                                | 37.9 (100.2)                                                | 33.8 (92.8)                                                 | 50.0 (122.0)                                                |
| متوسط درجة الحرارة الكبرى °م (°ف)                           | 24.5 (76.1)                                                 | 26.5 (79.7)                                                 | 29.7 (85.5)                                                 | 35.0 (95.0)                                                 | 39.6 (103.3)                                                | 41.4 (106.5)                                                | 42.5 (108.5)                                                | 43.4 (110.1)                                                | 40.9 (105.6)                                                | 36.6 (97.9)                                                 | 31.0 (87.8)                                                 | 26.5 (79.7)                                                 | 34.8 (94.6)                                                 |
| المتوسط اليومي °م (°ف)                                      | 19.1 (66.4)                                                 | 20.6 (69.1)                                                 | 23.4 (74.1)                                                 | 27.7 (81.9)                                                 | 31.8 (89.2)                                                 | 33.7 (92.7)                                                 | 35.5 (95.9)                                                 | 35.9 (96.6)                                                 | 33.3 (91.9)                                                 | 29.7 (85.5)                                                 | 25.2 (77.4)                                                 | 21.1 (70.0)                                                 | 28.1 (82.6)                                                 |
| متوسط درجة الحرارة الصغرى °م (°ف)                           | 13.8 (56.8)                                                 | 15.9 (60.6)                                                 | 17.5 (63.5)                                                 | 21.1 (70.0)                                                 | 24.6 (76.3)                                                 | 27.0 (80.6)                                                 | 29.7 (85.5)                                                 | 30.2 (86.4)                                                 | 27.4 (81.3)                                                 | 23.7 (74.7)                                                 | 19.6 (67.3)                                                 | 15.7 (60.3)                                                 | 22.2 (71.9)                                                 |
| أدنى درجة حرارة °م (°ف)                                     | 5.6 (42.1)                                                  | 5.4 (41.7)                                                  | 8.4 (47.1)                                                  | 11.3 (52.3)                                                 | 16.6 (61.9)                                                 | 19.8 (67.6)                                                 | 22.2 (72.0)                                                 | 24.9 (76.8)                                                 | 20.4 (68.7)                                                 | 15.0 (59.0)                                                 | 13.1 (55.6)                                                 | 7.3 (45.1)                                                  | 5.4 (41.7)                                                  |
| الهطول مم (إنش)                                             | 12.5 (0.49)                                                 | 8.1 (0.32)                                                  | 12.9 (0.51)                                                 | 5.2 (0.20)                                                  | 0.3 (0.01)                                                  | 0.0 (0.0)                                                   | 0.7 (0.03)                                                  | 0.1 (0.00)                                                  | 0.0 (0.0)                                                   | 0.2 (0.01)                                                  | 2.4 (0.09)                                                  | 7.8 (0.31)                                                  | 50.2 (1.97)                                                 |
| متوسط أيام هطول الأمطار (≥ 1 mm)                            | 2.8                                                         | 2.0                                                         | 2.9                                                         | 1.4                                                         | 1.0                                                         | 0.0                                                         | 1.0                                                         | 1.0                                                         | 0.0                                                         | 1.0                                                         | 2.2                                                         | 2.4                                                         | 17.7                                                        |
| متوسط الرطوبة النسبية (%)                                   | 68                                                          | 66                                                          | 61                                                          | 53                                                          | 50                                                          | 54                                                          | 55                                                          | 54                                                          | 60                                                          | 62                                                          | 65                                                          | 69                                                          | 59.7                                                        |
| ساعات سطوع الشمس الشهرية                                    | 249.4                                                       | 245.7                                                       | 267.8                                                       | 294.6                                                       | 342.9                                                       | 341.3                                                       | 328.3                                                       | 323.8                                                       | 305.7                                                       | 303.0                                                       | 265.3                                                       | 254.3                                                       | 3٬522                                                       |
| المصدر: NOAA (humidity 1981-2010)                           |                                                             |                                                             |                                                             |                                                             |                                                             |                                                             |                                                             |                                                             |                                                             |                                                             |                                                             |                                                             |                                                             |

وحكم من بعده الإمارة الشيخ خليفة بن زايد آل نهيان رئيس دولة الإمارات السابق الذي تسلم مقاليد الحكم بعد وفاة والده الشيخ زايد في نوفمبر 2004 م، حتى وفاته (أي الشيخ خليفة) في شهر مايو / أيار عام 2022 م ، الذي كان له دوراً جوهرياً في بناء الدولة، ثم تسلّم الشيخ محمد بن زايد حُكم الإمارة وبالتالي رئاسة الدولة أيضاً منذ وفاة أخيه الشيخ خليفة . تبلغ مساحة أبو ظبي 67.340 كيلو مترًا مربعًا، وتتوغل في الداخل حوالي 200 كيلو متر، وهذه المساحة تعادل 86.67% من مجموع مساحة دولة الإمارات، ومن هنا فإن إمارة أبو ظبي تتمتع بأكبر مساحة بين الإمارات السبع. وتنقسم إمارة أبو ظبي التي سُمّيت بذلك لأنها كانت موطن الظباء، إلى ثلاثة مناطق رئيسة.

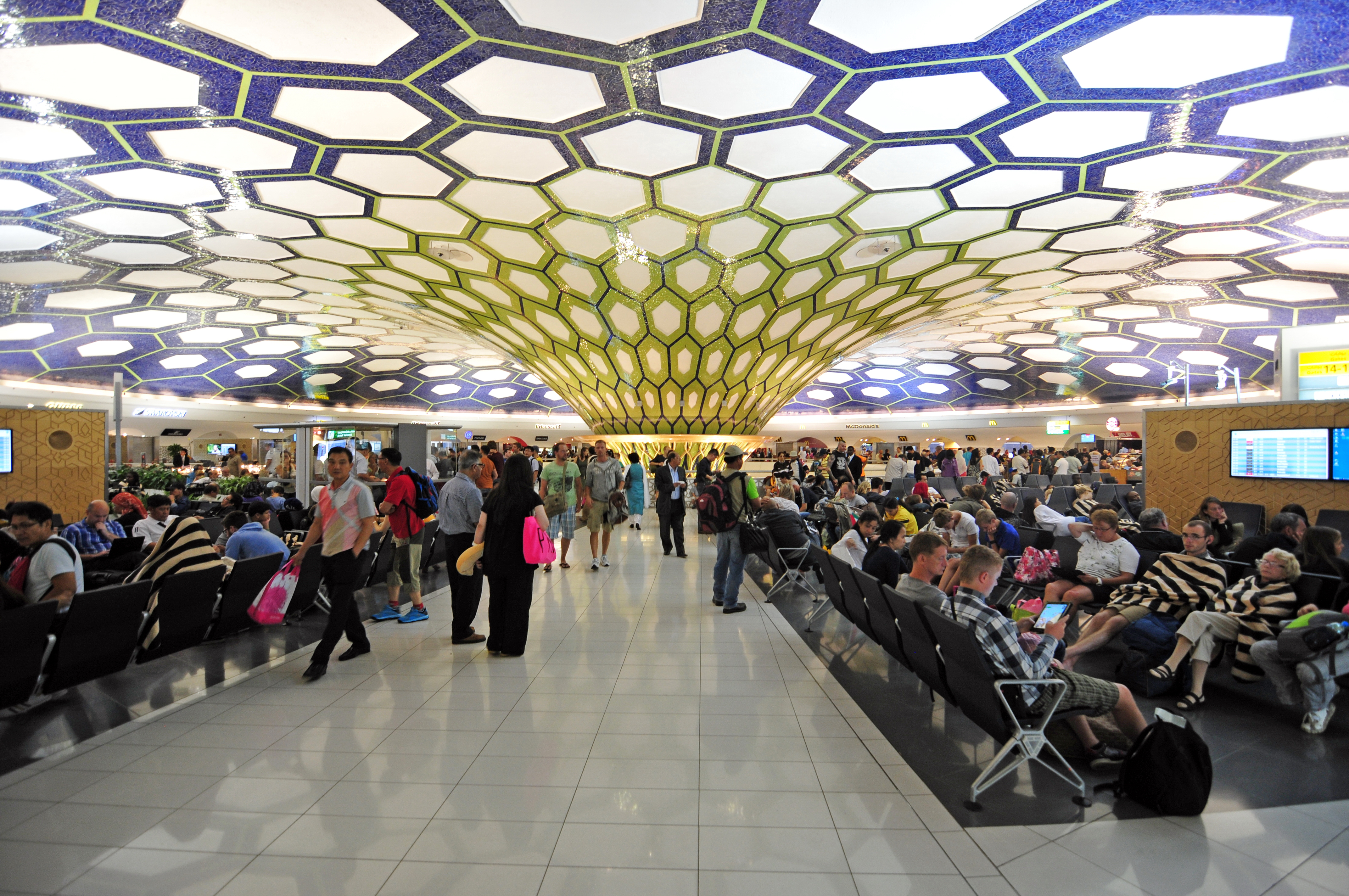
مطار أبوظبي الدولي

منطقة أبوظبي:وبها مدينة أبو ظبي العاصمة، وبها مقر رئيس الدولة، ومجلس الوزراء، ومعظم الوزارات و السفارات الأجنبية، وميناء زايد، ومطار أبوظبي الدولي.
منطقة العين: من الجهة الشرقية، وهي منطقة شديدة الخصوبة ومشهورة بالمزارع، ويقع الى جنوبها جبل حفيت بارتفاع يبلغ 1240 متر فوق سطح البحر، ويحتل المركز الأول من حيث الارتفاع في الامارة.
منطقة الظفرة: وتضم سبع مدن رئيسية تشمل ليوا، مدينة زايد، غياثي، الرويس، المرفأ، السلع، وجزيرة دلما. كذلك تضم بعض حقول النفط البرية، ويوجد بها الكثير من الغابات الحرجية المزروعة لمكافحة التصحر.

## السكان والقوى العاملة
بلغ عدد سكان إمارة أبو ظبي حوالي3.8 مليون نسمة عام 2023 بحسب نتائج التعداد السكاني الصادر عن مركز الاحصاء - أبو ظبي، بزيادة قدرها 83% مقارنة بعام 2011.
كماأظهرت نتائج التعداد السكاني في أبوظبي ارتفاع عدد الأفراد العاملين إلى 2.522.390 نسمة بزيادة نسبتها 82%مقارنة بعام 2011، وتباينت أعداد العاملين في فئتين، أعمال مكتبية تمثل46% بزيادة قدرها 65% مقارنة بعام 2011، وعمالة غير مكتبية تمثل 54% من اجمالي عددهم بزيادة قدرها 65%مقارنة بعام 2011، وهذه الأرقام تعكس الانجازات التي حققتها الامارة بوصفها وجهة عالمية جاذبة للأعمال والاستثمار والكفاءات.

## العمارة

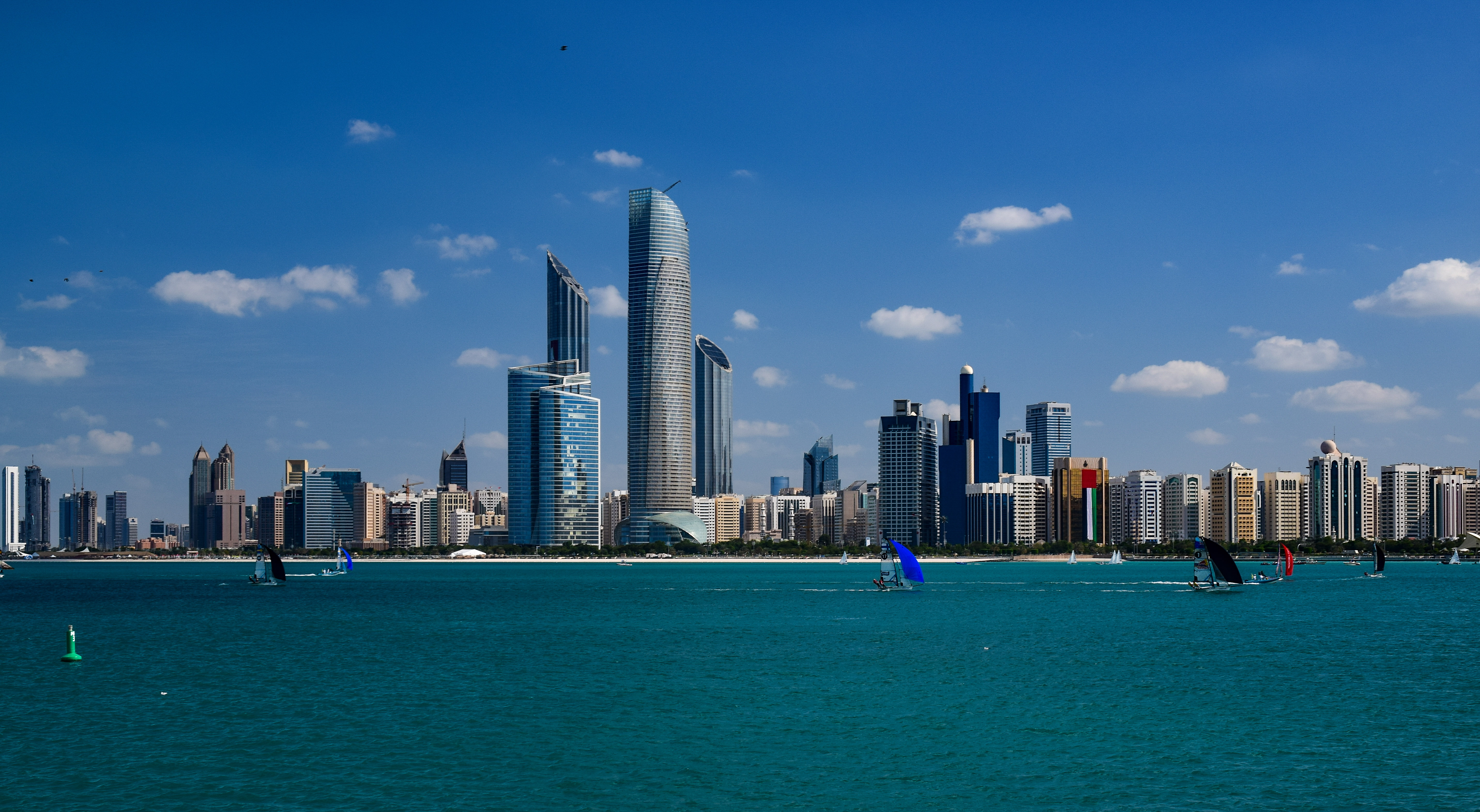
ناطحات السحاب في أبو ظبي.

زادت الوحدات العقارية في أبوظبي في العام 2023 بحدود66% مقارنة بالعام 2011 ليصل عددها إلى 754,555 وحدة، منها 441,410 وحدة سكنية بنسبة 58% و313,150 وحدة غير سكنية بنسبة 42%، وهذه الزيادة تعكس نجاح خطط الاستثمار والتطويرالتي تبنتها الامارة. كما أن الكثافة السكانية في أبو ظبي تختلف من منطقة لأخرى فمناطق وسط المدينة تتميز بالازدحام السكاني والمروري وكلما ابتعدت عن المدينة تبدأ الكثافة السكانية في الهبوط باتجاه الضواحي ولذلك فمعظم مباني وسط المدينة تكون من الأبراج المنخفضة الارتفاع والأبراج العالية أو ناطحات السحاب كاسم آخر.
ومن هنــــــا يمكنك الاطلاع على أبرز أيقونات أبوظبي المعمارية.
ومن أمثلة الأبراج ناطحة السحاب:
1. مبنى جهاز أبوظبي للاستثمار.
2. الفرع الرئيسي لبنك أبوظبي الوطني.
3. برج مؤسسة اتصالات الإماراتية.
4. أبراج الاتحاد.
5. مشروع الأبراج في جزيرة الريم.
6. مركز أبو ظبي للتجارة العالمي

## العادات والتقاليد
- الصيد بالصقور: رياضة القنص بالصقور تعتبر أشهر أنواع الرياضات التي عرفها الأجداد ولا تزال في شبه الجزيرة العربية منذ الأزمنة البعيدة، وقد توارثها الأبناء عن الآباء والأجداد,

وتعتبر عندهم الهواية المفضلة وبعد ذلك انتقلت هذه الهواية إلى البلدان الأخرى، وكتب الشيخ زايد قصيدة في الصقور تقول :
- سباقات الهجن:

تولي دولة الإمارات العربية المتحدة سباقات الهجن أهمية كبيرة، حيث أنها واحدة من عاداتها الشعبية المعروفة قديمًا والمتوارثة ضمن منظومة التراث الشعبي.
وقد حظيت هذه السباقات التي تقام بشكل دوري وباستمرار بالعناية والاهتمام الكبيرين من قبل الدعم المادي والمعنوي الذي يدعمه ويشجع عليه صاحب السمو الشيخ زايد بن سلطان آل نهيان مؤسس الدولة وصاحب السمو خليفة بن زايد آل نهيان وإخوانه أعضاء المجلس الأعلى حكام الإمارات.
وقد انتشرت ميادين السباق المنظمة والمعدة إعدادًا جيدًا لهذا الغرض في معظم إمارات الدولة وتعدتها إلى القرى الصغيرة والمناطق ذات الطبيعة الصحراوية التي تتواجد بها القبائل البدوية التي تمارس وتعتني بالهجن العربية الأصيلة.
- تقام سباقات الهجن في إمارة أبو ظبي حسب البرنامج السنوي والمعد من قبل اتحاد سباقات الهجن في دولة الإمارات العربية المتحدة في الفترة من منتصف أكتوبر وتستمر حتى نهاية شهر مارس تقريبًا من كل عام.
- وقد أخذت هذه الرياضة تجذب أعدادًا كبيرة من السيّاح الأجانب والمقيمين على أرض الدولة حبًّا في التعرف على أنواعها والطريقة التي يتم التعامل بها مع الجمل الذي يستهوي الكثير من السيًًّاح.
- الفروسية وسباقات الخيل:
- سباقات القوارب:
- الشعر النبطي: يعتبر الشعر النبطي من أكثر صور الأدب الشعبي ثراءً، وهو أحد ملامح الحياة في شبه الجزيرة العربية منذ القرن السادس عشر، وربما من قبل هذا التاريخ بكثير.يمتاز الشعر النبطي، بفضل نغمته الغنائية، بقدرته على ربط مستمعي اليوم بماضيهم، كما يمثّل عنصراً حيوياً من عناصر التراث الأدبي الإماراتي؛ نظراً لقدرته على سرد القصص، وتناول القضايا المعاصرة. وفي عصور معينة، كان هذا النوع من الشعر يمثل السجل الوحيد للأحداث التاريخية المعاصرة في دول الخليج العربي وشبه الجزيرة العربية قبل تطورها في العصر الحديث. ويتميز الشعر النبطي باستخدام اللغة العربية العامية ويتعامل مع موضوعات متنوعة كالفروسية، والفخر والثناء، والنصيحة والحكمة، وغيرها.[15]
- الموسيقى والرقص الشعبي: تعتبر الموسيقى الشعبية والرقص الشعبي جزء من التراث الشعبي لدولة الامارات وتعد رقصة العصا (العيالة) أحد أشكال الرقص الشعبي وهي رقصة الانتصار بعد الحرب كما أنها ترمزللوحدة والتعاون بين أبناء القبائل. تؤدى هذه الرقصة في كل المناسبات الاجتماعية و الوطنية مصحوبة بالطبول ويؤديها صفان من الراقصين والذين يقفون بشكل متقابل في صفوف متقاربة.[16]
- الأزياء الشعبية: تعد الأزياء الشعبية والملابس التقليدية رمزا للبلد و عنوانا لهويته التي تميزه بين الدول فالملابس التقليدية لدولة الامارات العربية المتحدة ذات طابع اسلامي عربي بتصاميم خليجية تجمع بين الحشمة والتراث حيث يتمثل زي الرجل بثوب مصنوع من القطن الأبيض يعرف بإسم الدشداشة أو الكندورة وهو ثوب طويل يصل الى الكاحل بالإضافة إلى الغترة، وهي عبارة عن شال أبيض يغطي الرأس، وأيضا العقال الذي يستخدم لتثبيت الغترة، أما فيما يخص ملابس السيدات التقليدية فيطلق عليها اسم العباءة أو الجلابية، وهي عبارة عن رداء طويل أسود اللون بالإضافة لشال أسود لتغطية الرأس.[17]
- الأكلات الشعبية:

1- الهريس 2- اللقيمات 3- خبز الرقاق 4- خبز الخمير 5- خبز الجباب 6- النيير 7- الميروش 8- الساقو 9- البلاليط 10- المحمر 11- المرقوقه 12- الثريد 13- القرص 14- المكبوس المطبخ الإماراتي
- الأغنية الشعبية:

جابر جاسم، ميحد حمد، علي بن روغة

## رؤية أبو ظبي 2030
هي مخطط عمراني شامل لتطوير مدينة أبو ظبي، وضع بالتعاون مع فريق عالمي للتخطيط العمراني، ضم نخبة من أبرز خبراء التخطيط والتطوير العمراني في العالم. تشمل الرؤية مجموعة من المشاريع التي تم التخطيط لها لبناء مدينة جديدة في أبو ظبي بما فيها البنية التحتية وجميع المشاريع العقارية بتكلفة قدرها 200 مليار دولار أمريكي.
الرؤية تهدف لتحقيق مشاريع الاستدامة أو التنمية المسدامة

### الإشراف على المشروع
يشرف على هذه المشاريع مجلس أبو ظبي للتخطيط العمراني وتقدر مساهمة الحكومة في هذه المشاريع بـنحو 40% من إجمالي التكلفة على أن يغطي القطاع الخاص النسبة الباقية. وُضعت هذه المخططات لتتسع الإمارة لما يزيد على ثلاثة ملايين نسمة. ويقدر عدد السكان الإجمالي لمدينة أبو ظبي وضواحيها حوالي 2,495,925 نسمة، من مجموع 3,789,860 نسمة تقريبًا وهو مجموع سكان إمارة أبو ظبي.

### بدء العمل
وقد بدأ العمل في تنفيذ هذه المشاريع من خلال بدء الأعمال الإنشائية والبنية التحتية لمشروع طريق الشهامة - السعديات السريع والذي أطلق عليه شارع الشيخ خليفة السريع، بتكلفة 1.4 مليار دولار، وسيصل الشارع بين جزيرة أبو ظبي والشهامة وجزيرتي ياس والسعديات بطول 27 كم، ويتكون من عشرة مسارات وقد انتهى العمل عليه وتم افتتاحه في 15 أكتوبر 2009. ويعد هذا المشروع من المراحل المهمة لخطة أبو ظبي 2030.

#### مدينة خليفة الجديدة
كما أن مدينة خليفة الجديدة ستكون المقر الجديد للوزارات والهيئات والمؤسسات الاتحادية والدوائر المحلية، وستتوافر فيها كل المرافق الحيوية من أماكن للسكن والإقامة ومراكز التسوق والمراكز العلاجية والخدمية لتخفيف الضغط عن قلب جزيرة أبو ظبي.
وشدد على أن أعداد خطة 2030 يستجيب لحاجة إمارة أبو ظبي لتخطيط دقيق ومدروس، نظرًا إلى التطور في النواحي الاقتصادية والنمو السكاني المتزايد، وتوافر فرص العمل في مجالات عدة، ما جعل الإمارة قبلة للاستثمار والمستثمرين بفضل الأمن والأمان الذين تتمتع بهما الإمارات.

#### شبكة لسكة الحديد
تتضمن الخطة إنشاء شبكة سكك حديد داخلية وخط مترو، إضافة إلى توسيع الجزء الداخلي منها عبر شبكة من الطرق المحاذية للجزر، ما سيؤدي إلى إيجاد منطقة تجارية جديدة متركزة على جزيرة الصوة والريم، ما يساهم في الحفاظ على الطبيعة إضافة إلى مساكن المواطنين وشوارع مناسبة للسير ومرافق محلية ووسائل للنقل الجماعي.

#### طرق سريعة
ويهدف مشروع الطرق والنقل والمواصلات إلى وضع خطة شاملة لإنشاء بنية تحتية طويلة الأمد للطرق والمواصلات المتعددة، تتمثل في شبكة نقل آمنة وحديثة ومتطورة تربط مدينة أبو ظبي بالمناطق المحيطة بها، وتدعم النهضة الشاملة التي تشهدها في كل المجالات، عبر تسهيل حركة الأفراد والجماعات والبضائع والسلع في كل وسائل النقل بما في ذلك المترو والنقل المائي.

## حلبة مرسى ياس
تتميز حلبة مرسى ياس عن باقي حلبات «الفورمولا F1» في العالم بكونها صاحبة أطول مسار سباق مستقيم، وبـ 21 منعطفًا، مما يجعل المجال مفتوحًا أمام تحقيق سرعاتٍ عالية ومتابعة أكثر إثارة. كما أنّ تعرجَات الحلبة على امتداد جزيرة ياس ومرورها تحت فندق ياس فايسروي يأسر كلّ متابعي السباق ويزيد من متعة وحيوية المشاهدة.

## التوأمة
- الولايات المتحدة الأمريكية واشنطن 2002.[19]
- فلسطين، بيت لحم.[20]
- إسبانيا، مدريد 2007.[21]
- باكستان، إسلام آباد.
- بيلاروس، منسك 2007.[22]
- أستراليا، كانبرا 2009.[23]
- قبرص، نيقوسيا 2004.
- إندونيسيا، جاكرتا.
- الدنمارك، كوبنهاغن 2011.
- تشيلي، ايكوايكوي.